# مسرح باكو البلدية
مسرح باكو البلدية (بالأذرية - Bakı Bələdiyyə Teatrı) - هو مسرح تأسس بمبادرة من الممثلة الأذربيجانية عاماليا بناحوفا.

## تاريخ و فعالية المسرح
تأسس مسرح بلدية باكو في 1992 بمبادرة من الممثلة الأذربيجانية عاماليا بناحوفا. 
في 7 نوفمبر لعام 2002، بمناسبة الذكرى العاشرة لمسرح باكو البلدية، حصل ثلاث وعشرين من الممثلاً على ألقاب فخرية بمرسوم من الرئيس الرحيل لجمهورية اذربيجان حيدر علييف.
في 11 أكتوبر لعام 2010 عُرضت العرض الأول للمسرحية التي تحمل الاسم نفسه على أساس مسرحية "قاراولي" للكاتب أنار.